# Let Korean Air 858
Let Korean Air 858 byl pravidelný mezinárodní let společnosti Korean Air letící z Bagdádu (Irák) do Soulu (Jižní Korea). Dne 29. listopadu 1987 vybuchla v letadle letícím tuto trasu bomba umístěná v prostoru určeném pro příruční zavazadla. Bombu umístili dva severokorejští agenti: Kim Hjon-hi a Kim Seung-il.
Tito agenti jednali na základě příkazů severokorejské vlády a bombu umístili při mezipřistání v Abú Zabí (Spojené arabské emiráty). V tomto městě také oba dva agenti vystoupili. V okamžiku, kdy letadlo letělo přes Andamanské moře a mířilo na druhé mezipřistání v Bangkoku (Thajsko), bomba vybuchla. Všichni, kdo byli na palubě (tj. 104 pasažérů a 11 členů posádky), zemřeli. Většina zabitých byla jihokorejské národnosti. Útok se odehrál 34 let poté, co vzešla v platnost Dohoda o neútočení na Korejském poloostrově z 27. července 1953.
Agenti zamířili do Bahrajnu, kde si při zadržení oba dva vzali ampulku s kyanidem. Agent-muž zemřel, agentka Kim Hjon-hi pokus o sebevraždu přežila a později se k útoku přiznala. Následně byla odsouzena k smrti, později ale obdržela milost od jihokorejského prezidenta Ro Tche-u, jelikož za útok je přímo zodpovědný Kim Čong-il, v té době předpokládaný budoucí nejvyšší vůdce KLDR. Ministerstvo zahraničí Spojených států amerických prohlásilo, že útok je teroristickým činem a zahrnulo Severní Koreu na seznam států podporujících terorismus (s výjimkou období mezi roky 2008 a 2017 je KLDR na seznamu dodnes).
Kim Hjon-hi později vydala knihu Slzy mojí duše, kde vzpomínala na špionážní výcvik a uvedla, že útok nařídil provést osobně přímo Kim Čong-il. Kim začala být k Severní Koreji kritická poté, co poznala Jižní Koreu. Severní Korea Kim označila za zrádkyni. Kim nyní žije v exilu za přísných bezpečnostních opatření, jelikož se obává, že ji vláda Severní Korey hodlá zabít. 

## Pozadí
Dne 12. listopadu 1987 vycestovali dva agenti z Pchjongjangu (Severní Korea) do Moskvy, hlavního města tehdejšího Sovětského svazu. Odtud agenti odešli do Budapešti (Maďarsko), kde zůstali v domě jiného agenta dalších šest dní. Dne 18. listopadu agenti odcestovali autem do Vídně (Rakousko). Po překročení hranic Rakouska jim poradce, u kterého bydleli v Budapešti, dal dva falešné japonské pasy. Koupili si letenky do Bělehradu (Jugoslávie, nyní Srbsko), dále do Bagdádu (odkud letadlo představující cíl operace letělo), do Abú Zabí a Bahrajnu. Také si koupili lístky z Abú Zabí do Říma, aby mohli touto cestou utéci po umístění bomby.
Dne 27. listopadu obdrželi agenti od dvou poradců, kteří dorazili do Jugoslávie, časované bomby v podobě tranzistorového rádia značky Panasonic vyrobené v Japonsku, které obsahovalo výbušniny, rozbušku a lahev s výbušnou tekutinou. Následující den opustili Bělehrad a vydali se do Bagdádu na tamní mezinárodní letiště. Na letišti počkali tři hodiny a 30 minut na přílet letu Korean Air 858 – jejich cíl. Letadlo vzlétlo okolo 23:30. Dva útočníci umístili výbušné zařízení nad jejich sedadla (7B a 7C) a letadlo v Abú Zabí opustili.
Po provedení útoku útočníci chtěli odletět z Abú Zabí do jordánského Ammánu, což byla původní plánovaná útěková trasa. Nastal ale problém s platností jejich cestovních víz, byli proto donuceni odletět do Bahrajnu, odkud chtěli pokračovat do Říma. Jejich pasy byly ale na bahrajnském letišti odhaleny jako falešné a jelikož si oba dva uvědomili, že brzo budou zatčeni, pokusili se spáchat sebevraždu požitím kyanidu ukrytém v cigaretách. Kim Sung-il byl odvezen do nemocnice a prohlášen za mrtvého, Kim Hjon-hi ale přežila. Tělo Kim Sung-ila bylo posláno do Jižní Korey a pohřbeno na hřbitově pro severokorejské a čínské vojáky.

## Letadlo
Let Korean Air 858 obsluhovalo letadlo typu Boeing 707 s imatrikulací HL7406. Svůj první let mělo v roce 1971 a v okamžiku destrukce bylo 16 let staré a nalétalo 36 047 hodin.

## Let a exploze
Letadlo vzlétlo z Bagdádského mezinárodního letiště okolo 23:30 a letělo do mezinárodního letiště Kimpcho v Soulu (Jižní Korea) s mezipřistáními v Abú Zabí (Spojené arabské emiráty) a v Bangkoku (Thajsko).
V druhé fázi letu, z Abú Zabí do Thajska let 858 převážel 104 pasažérů a 11 členů posádky. Okolo 14:05 KST, devět hodin po umístění bomby a téměř na konci letu, bomba vybouchla a letadlo havarovalo nad Andamanským mořem. Katastrofa zabila všech 115 lidí na palubě, z toho 113 lidí bylo jihokorejské národnosti. Mnozí Jihokorejci na palubě byli mladými dělníky vracejícími se do jejich vlasti po mnoha letech práce ve stavebním průmyslu na Středním východě. Jihokorejský diplomat úřadující na ambasádě v Bagdádu a jeho žena byli také na palubě, ačkoliv není zřejmé, jestli byli zamýšleným cílem útoku. Trosky letadla skončily na thajské pláži.

## Vyšetřování
Podle výpovědí před Radě bezpečnosti OSN z 15. prosince 1987 byla Kim převezena do Soulu v Jižní Koreji. Tam se zotavovala z požití jedu a nejprve tvrdila, že je čínským sirotkem vyrůstajícím v Japonsku a že s útokem nemá nic společného. Vyšetřující nabyli nových podezření po výslechu v Bahrajnu, kde Kim před svým zadržením zaútočila na policistu a pokusila se mu sebrat jeho palnou zbraň. Hlavním důkazem byly použité sebevražedné cigarety, které přesně odpovídaly typu, který byl použit dalšími severokorejskými agenty zadrženými v Jižní Koreji.
Po osmi dnech výslechu bylo Kim povoleno podívat se na film znázorňující způsob života v zemi. Kim si uvědomila, že „život v ulicích Soulu je úplně jiný než to, čemu měla věřit“. Učili jí, že Jižní Korea je loutkovým státem Spojených států amerických prolezlý chudobou a korupcí. Poté, co spatřila, jak Jihokorejci ve skutečnosti žijí, si Kim začala uvědomovat, že to, co jí na Severu říkali je zcela nepravdivé. Poté se Kim přiznala k útoku a řekla „Odpusťte mi. Omlouvám se. Řeknu vám vše“ a poté řekla, že „byla využita jako nástroj pro teroristické aktivity KLDR“. Ve svém doznání detailně popsala okolnosti útoku.
Úniková cesta vedla z Abú Zabí přes Ammán do Říma, ale kvůli komplikacích s cestovními vízy museli odjet do Bahrajnu. Také řekla, že se na cestu vydala již tři roky před útokem. Kim řekla vyšetřovatelům, že si jí Strana zvolila v době, kdy jí bylo šestnáct a naučili jí mnoha jazykům. O tři roky později jí poslali na elitní tajnou špionážní školu spravovanou Korejskou lidovou armádou, kde jí učili zabíjet pouze pomocí vlastních končetin, používat pušky a granáty. Její výcvik trval několik let a byl velmi vyčerpávající jak fyzicky, tak psychicky. V roce 1987, ve svých 25 letech, dostala rozkaz umístit bombu do letadla jihokorejských aerolinií. Bylo jí řečeno, že tento útok navždy spojí obě dvě rozdělené země.
V lednu 1988 Kim na tiskové konferenci organizované jihokorejskou tajnou službou, že jak ona, tak její partner, byli severokorejští agenti. Uvedla, že v letadle zanechali na místě pro příruční zavazadla rádio s 350 gramy výbušniny C-4 a lahev na pálenku obsahující asi 700 ml PLX. Kim nad svým činem vyjádřila lítost a požádala pozůstalé o odpuštění. Uvedla také, že rozkaz k akci vlastnoručně napsal Kim Čong-il, syn severokorejského prezidenta Kim Ir-sena. Ten chtěl destabilizovat jihokorejskou vládu, narušit brzké parlamentní volby v roce 1988 a vystrašit mezinárodní sportovní týmy mířící na letní olympijské hry 1988 konané v Soulu později po útoku. Novinář Peter Maass uvedl v článku pro The Washington Post, že mu není jasné, zdali Kim byla k přiznání donucena anebo měla výčitky svědomí. Kim byla následně za útok na let 858 odsouzena k smrti, ale byla jí udělena milost prezidentem Ro Tche-u, který uvedl: „Před soudem by měli stát lidé z vedení Severní Korey. Tohle dítě je stejnou obětí ďábelského severokorejského režimu, jako pasažéři letu 858“.

## Následky

### Severní Korea

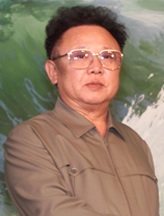
Výpověď Kim Hjon-hi naznačuje, že Kim Čong-il, syn prezidenta Severní Korey Kim Ir-sena, je zodpovědným za tento útok

Ministerstvo zahraničí USA explicitně útok označilo za teroristický čin a až do roku 2008 uváděla na základě jihokorejského vyšetřování Severní Koreu na seznamu států podporujících terorismus. Severní Korea byla do tohoto seznamu znovu zařazena v roce 2017. Charles E. Redman v lednu 1988 uvedl, že „incident byl masovou vraždou“ a prohlásil, že „administrativa dospěla k závěru, že vina Severní Korey je nezpochybnitelná. Žádáme všechny národy, aby Severní Koreu za tento teroristický čin odsoudili“. O útoku se diskutovalo nejméně na dvou zasedáních Rady bezpečnosti OSN, Rada ale nedospěla k žádné konkrétní rezoluci. Severní Korea stále odmítá odpovědnost za útok na let 858 a prohlašuje, že celý incident je podvodem ze strany Jižní Korey a dalších zemí.
Kim Čong-il se v roce 1994 stal vůdcem Severní Korey, kde nahradil svého otce. V roce 2001 požadovali pozůstalí po obětech útoku a někteří pravicoví aktivisté, aby byl Kim při své plánované návštěvě Soulu zatčen. Tak se ale nestalo. Kim Čong-il v prosinci 2011 zemřel a ve funkci vůdce Severní Koreje byl nahrazen svým synem, Kim Čong-unem.

### Kim Hjon-hi
V roce 1993 společnost William Morrow and Company vydala knihu Slzy mé duše, kde Kim vypráví o svém špionážním výcviku a útoku na let 858. Jako vyjádření lítosti se rozhodla veškeré výnosy z této knihy darovat obětem letu 858. V knize vypráví o začátcích svého výcviku, životu v Macau (Čína) a v Evropě, o samotném útoku, následném soudu a milosti a o integraci do Jižní Korey. V knize Kim uvádí, že Kim Čong-il útok řídil a rozkaz k akci vydal on osobně. Všeobecně se také předpokládá, že Kim Čong-il také řídil bombový útok v Rangúnu z roku 1983, ve kterém se Severní Korea pokusila zavraždit tehdejšího jihokorejského prezidenta. Kimin příběh byl také v roce 1990 zfilmován ve snímku Mayumi.
V roce 2010 Kim Hjon-hi navštívila Japonsko, kde se setkala s příbuznými Japonců, kteří byli mezi roky 1977 a 1983 uneseni do Severní Korey a nuceni vyučovat severokorejské agenty japonštinu, aby se mohli vydávat za Japonce. Někteří z unesených měli údajně učit japonštinu i Kim. Japonsko muselo kvůli návštěvě udělat výjimku ze svých imigračních zákonů, jelikož Kim je v zemi považovaná za zločince, jelikož použila falšovaný japonský pas. Japonský tisk návštěvu kritizoval a z toho důvodu byla návštěva provázena přísnými bezpečnostními opatřeními, jelikož zde byla obava, zda by někdo nemohl na Kim zaútočit. Během návštěvy bydlela v letním sídle Jukia Hatojamy, tehdejšího japonského premiéra. Kim dnes žije na neznámém místě a je stále přísně chráněna, z důvodu strachu před pomstou ať už ze strany severokorejské vlády (která Kim prohlásila za zrádkyni) anebo ze strany obětí útoku.